# Rezavka
Rezavka je přírodní rezervace nacházející se na katastru ostravského městského obvodu Svinov. Rezavkou protéká potok Mlýnka.

## Příroda
Skládá se z lužního lesa v okolí slepého ramene Odry a rozsáhlých rákosin Vrbenského rybníka. Lesní porost je tvořen kombinací jilmových doubrav a mokřadních olšin. Roste zde celá řada zvláště chráněných rostlin, jako je např. kruštík polabský (Epipactis albensis), sněženka podsněžník (Galanthus nivalis), lilie zlatohlávek (Lilium martagon) či kruštík modrofialový (Epipactis purpurata). Mezi další vzácné zástupce flóry patří nadmutice bobulnatá (Cucubalus baccifer), kosatec žlutý (Iris pseudacorus) a hvězdnatec zubatý (Hacquetia epipactis). Tyto rostliny řadíme mezi regionálně významné druhy.
Území přiléhající k vodě je porostlé společenstvy rákosin a vysokých ostřic. Roste zde např. žebratka bahenní (Hottonia palustris). Prostředí poskytuje vhodné podmínky pro rozmnožování čolka velkého (Triturus cristatus) či skokana ostronosého (Rana arvalis). Mimo ně pak samozřejmě i mnoha běžným druhům bezobratlých, ryb, ptáků a savců.
Významnost přírodní památky podtrhuje přítomnost vzácných druhů hub, jako je např. ohnivec rakouský (Sarcoscypha austriaca), šťavnatka narudlá (Hygrophorus leucophaeus), bělochoroš jabloňový (Aurantioporus fissilis), ostropórka lužní (Oxyporus late-marginatus), pevník kaštanový (Lopharia spadicea) či bradavnatka Eutypa scoparia.

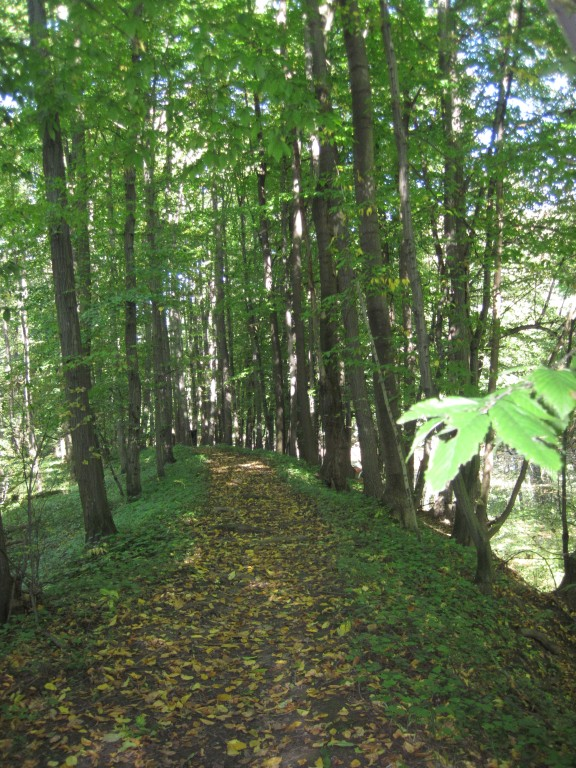

## Další informace
V Rezavce je naučná stezka Rezavka a také dřevěná ptačí pozorovatelna.